# Dorette Deutsch
Dorette Deutsch (* 22. November 1953 in Ludwigshafen am Rhein) ist eine deutsche Buchautorin und Journalistin.

## Leben
Dorette Deutsch hat in Heidelberg und München Germanistik, Slavistik und Philosophie studiert. Sie lebt seit 1981 zwischen München und Italien, zunächst als DAAD-Lektorin und Dozentin für deutsche Sprache und Literatur an der Universität Bologna, parallel dazu begann ihre publizistische Tätigkeit über kulturpolitische Themen aus Italien.
Seit 1994 hat sie ihren Lebensmittelpunkt an der ligurischen Küste.

## Schaffen
In ihrer Arbeit befasst sich Dorette Deutsch neben sozialkritischen Inhalten vor allem mit neuen Wohnformen im Alter, kulturpolitischen Themen ihrer Wahlheimat Italien und mit der Realität in Afghanistan.
Ihr Blick ist stets hinter die Kulissen und auf die Begegnung mit den Menschen gerichtet, in deren Leben sie während ihrer Recherchen häufig für mehrere Monate eintaucht. Diese selbst erlebte Nähe zu den Inhalten ihrer Reportagen und Berichte nutzt sie, um den Lesern einen unmittelbaren Einblick in andere Welten zu verschaffen.

### Bücher
- Schöne Aussichten fürs Alter. Wie ein italienisches Dorf unser Leben verändern kann. Piper Verlag, München 2005, ISBN 3-492-04873-0. (Piper Taschenbuch 2007)
- Lebensträume kennen kein Alter. Neue Ideen für das Zusammenwohnen in der Zukunft. Krüger Verlag, Frankfurt am Main 2007, ISBN 978-3-901811-56-2.
- Gebrauchsanweisung für Venedig. Piper Verlag, München 2003, ISBN 3-492-27523-0. (Überarbeitete und aktualisierte Neuauflage 2009, ISBN 978-3-492-27591-0)
- Gebrauchsanweisung für Genua und die italienische Riviera. Piper Verlag, München 2004, ISBN 3-492-27531-1.
- Ligurien. Küstenland zwischen Cinque Terre und Seealpen. Carinthia Verlag, Klagenfurt 2005, ISBN 3-85378-591-3.
- Madonnen blicken über das Meer. Ligurische Küstengeheimnisse. Picus Verlag, Wien 2001, ISBN 3-85452-748-9.

### Ausgewählte Reportagen im ARD-Hörfunk
- Das alte Kabul. Die Musiker von Kharabat. Bayerischer Rundfunk, 23. Dezember 2012.
- Hinter Lehmmauern. Bildung in Afghanistan. Südwestrundfunk, 27. Oktober 2012.
- Die neue Welt der Alten. Ein Pilotprojekt in Italien. Radio Berlin Brandenburg, 17. September 2012.
- Das Licht des Ramazan. Bayerischer Rundfunk, 5. August 2012.
- Innenhöfe mit Maulbeerbaum. Afghanische Frauen auf dem Land. Bayerischer Rundfunk, 19. Mai 2012.
- Schulbänke hinter Lehmmauern. Deutschlandfunk, 2. Dezember 2011.
- Ein Theater des wahren Lebens. Weihnachten in Neapel. Bayerischer Rundfunk, 19. Dezember 2010.
- Wenn die Zitronen verdorren. Eine italienische Reise. Südwestrundfunk, 17. Oktober 2010.
- Kann Venedig untergehen? Strategien zur Rettung der Lagune. Radio Berlin Brandenburg, 28. September 2010.
- Unser Gesetz ist die Freiheit! Eine musikalische Reise in die Marmorberge von Carrara. Bayerischer Rundfunk, 15. November 2009.
- Das Vermächtnis des Maestro. Die Casa Verdi in Mailand. Bayerischer Rundfunk, 18. November 2008.
- Der Geruch von Eintopf und frischem Kaffee. Leben mit Demenz. Radio Berlin Brandenburg, 6. August 2008.
- Klänge für eine bessere Welt. Bayerischer Rundfunk, 8. Oktober 2006.
- Sklaverei auf dem Erdbeerfeld. Südwestrundfunk, 25. Juli 2006.
- Die Steine von Marzabotto. Bayerischer Rundfunk, 19. August 2002.
- Blumenstrauss und Regenbogen, Frauenalltag in Afghanistan. Norddeutscher Rundfunk, 26. Mai 2002.
- Minen im Tulpenfeld. Alltag in Afghanistan. Bayerischer Rundfunk, 17. Juli 2002.
- Wege eines Fahrradfahrers. Wie der Chemiearbeiter Gabriele Bortolozzo einen riesigen Umweltskandal in Venedig aufzudecken begann. Südwestrundfunk, 20. Juli 1999.
- Die traurigen Bräute der Zadrima. Frauenhandel in Europa. Bayerischer Rundfunk, 14. Dezember 1998.

### Film
- Venedig – Der andere Blick. Der Alltag eines Transportbootfahrers. Wolfgang Ettlich (Regie) und Dorette Deutsch (Buch) MGS Filmproduktion, Bayerischer Rundfunk 2000.

### Ehrenamt
Zusammen mit der Afghanin Qamar Karzai rief sie den Freundeskreis „Yalda“ ins Leben, der es jungen Frauen in Kabul und dem afghanischen Hinterland ermöglicht, Lesen und Schreiben zu erlernen.
In dem italienischen Bergdorf Tiedoli engagiert sie sich ehrenamtlich bei der Umsetzung dieses innovativen Altenpflegekonzeptes. Von diesem Projekt gingen wichtige Anregungen für generationenübergreifende Wohnprojekte in Deutschland, Österreich und in der Schweiz aus.

## Auszeichnungen
Zuerkennung des Europäischen Journalistenpreises „Lorenzo Natali“ für Menschenrechte im Jahr 2000 für den Beitrag in der Süddeutschen Zeitung: „Die traurigen Bräute des Zadrima“ über Frauenhandel in Europa.
Kulturpreis der Stadt Borgotaro im Jahr 2012 für die publizistische Arbeit zum Thema Alter und über das Pilotprojekt „Le case di Tiedoli“ (s. „Schöne Aussichten fürs Alter,“ Piper) und das Engagement für Menschen- und Frauenrechte.